# Франц, Эрни
Эрни Франц (англ. Ernie Frantz; 1934, Чикаго, Иллинойс) — американский спортсмен — пауэрлифтер, тренер, спортивный функционер. Основатель спортивной федерации пауэрлифтинга Всемирный конгресс пауэрлифтинга (World Powerlifting Congress). Многократный чемпион и рекордсмен Мира по пауэрлифтингу IPF, WPC.
Эрни Франц родился в Чикаго, штат Иллинойс, США и проживал там до 1947 года. С 1947 года по настоящее время проживает в деревне Освего, округ Кендалл, штат Иллинойс. Имеет трех родных детей и четверых приемных.
Участник войны в Корее.
После корейской войны, в 1953 году начал посещать спортивный зал, занимался бодибилдингом и пауэрлифтингом.
В 1956 году принял участие в турнире по бодибилдингу «Мистер Америка», где занял 1 место в младшей возрастной группе.
В 1974 году стал Чемпионом Мира по пауэрлифтингу среди мужчин, федерация IPF, сумма троеборья 765 кг.
Многократный чемпион Мира по пауэрлифтингу среди ветеранов, федерация WPC.
Многократный участник и призер чемпионатов по пауэрлифтингу США различного уровня.
В 1988 году принял участие в товарищеском матче СССР-США по пауэрлифтингу (федерация ФПР-IPF), где занял 2 место с суммой троеборья 782.5 кг в весовой категории до 100 кг..
В 1986 году основал спортивную федерацию Всемирный конгресс пауэрлифтинга, и стал ее президентом. В настоящее время федерация WPC имеет представительства в 49 странах мира.